# 趣味 (2ちゃんねる・5ちゃんねるカテゴリ)
趣味（しゅみ）は、匿名掲示板2ちゃんねる（2ちゃんねる (2ch.net)、2ちゃんねる (2ch.sc)、5ちゃんねる）のカテゴリの1つ。各種趣味に関する話題を話す板をまとめている。

## 略歴
- 1999年5月30日 - ペット動物板（現・ペット大好き板）新設
- 1999年5月31日 - 趣味一般板新設
- 1999年6月12日 - 車、バイク板新設（現・車板）
- 1999年6月13日 - 軍事・諜報板（現・軍事板）新設
- 1999年7月4日 - 無線板新設
- 1999年10月16日 - 車、バイク板を分割してバイク板新設
- 1999年10月25日 - 電車・鉄道板新設
- 2000年1月11日 - 模型・プラモ板新設
- 2000年1月26日 - 園芸板新設
- 2000年2月8日 - 生き物苦手板新設
- 2000年2月15日 - お人形板新設
- 2000年8月8日 - おもちゃ板新設
- 2000年11月5日 - サバイバルゲーム板新設
- 2000年12月15日 - ゾイド板新設
- 2000年12月30日 - 三国志・戦国板新設
- 2001年1月4日 - 時計・小物板新設
- 2001年4月23日 - ダンス板新設
- 2001年10月23日 - 野鳥観察板新設
- 2001年11月22日 - コレクション板新設
- 2002年1月16日 - 犬猫大好き板をペット大好き板から分離
- 2002年8月14日 - 鉄道路線・車両板を鉄道総合板から分離、車種・メーカー板を車板から分離
- 2003年10月24日 - アクアリウム板をペット大好き板から分離
- 2003年11月22日 - 手芸・ハンドクラフト板新設
- 2004年7月30日 - 刃物板新設
- 2004年8月11日 - 手品・曲芸板、パズル板新設
- 2004年8月13日 - RC（ラジコン）板新設
- 2004年8月14日 - 花火板新設
- 2004年8月25日 - バス・バス路線板新設
- 2004年12月27日 - 中古車板、煙草銘柄・喫煙具板新設
- 2005年2月27日 - 大型車・特殊車両板新設
- 2005年11月23日 - エアライン板新設
- 2006年6月11日 - 戦国時代板、写真撮影板新設
- 2006年10月24日 - 中国英雄板新設
- 2007年1月13日 - 軽自動車板新設
- 2007年2月9日 - 鉄道（海外）板、鉄道模型板、歴史難民板新設
- 2008年8月31日 - 鉄道懐かし板新設

## 板一覧
2009年6月時点で45個の板がある。

### 趣味一般板
趣味とされるもの全般の話題を扱う板。正式名称は「趣味一般＠2ch掲示板」である。
2ちゃんねる内に該当する専用の板がないものが対象で、ジャンル専門の板がある場合はそちらが優先される。

### 手品・曲芸板
手品や曲芸に関する話題を扱う板。正式名称は「手品・曲芸（仮）＠2ch掲示板」である。
もともとこれらの話題は趣味一般板で扱われていたが、運用情報板の「新板をねだるスレ」において趣味一般板から分割する形で新設された。手品関連は手品用品やマジックショップ、マジシャンに関するスレッドが存在する。曲芸関連では、ジャグリングやヨーヨーなどについて語られている。また、ペン回しもジャグリングの一種と見なされ、ペン回しの総合スレッドが存在する。手品と曲芸では手品関連のスレッドが多数を占める。書き込み数は一日80件程度という過疎板だが、手品や曲芸関連の番組が放映されると書き込み数が多くなる。

### パズル板
パズルに関する話題を扱う板。

### ハンドクラフト板
手芸やハンドクラフトに関する話題を扱う板。

### おもちゃ板
おもちゃ板はフィギュア・玩具の話題を扱う。

### ゾイド板
ゾイド板では、タカラトミー（旧トミー）から販売されている玩具シリーズ、ゾイドに関する話題を扱う。
2000年にコテハン「わたる」を名乗るひろゆきの知人からの個人的な依頼によって設置されたという経緯を持つ。
玩具・商品としてのゾイドそのものから、世界観のバックグラウンドとなっているゾイドバトルストーリーやタイアップ企画のマンガ、アニメ、テレビゲームなどゾイドに関連する事柄であれば自由にスレッドを立てて話題にされている。
板開設当初は、名無しとしてた＊わ＊るが使用されていた。これは、前述の「わたる」に由来する。名無しは後に名無し獣に変更され、さらに名無し獣＠リアルに歩行に変更された。ちなみに「わたる」本人はしばらくコテハンとして掲示板に留まっていたが、一年ほどで姿を見せなくなった。

### 時計・小物板
時計や小物やアクセサリーに関する話題を扱う板。
開設された当初の「名無し」は「名無しさん＠お腹いっぱい。」だったが、2001年2月に「名無しさん＠揉んで〜る便座」に変更され、さらに2003年3月3日には「Cal.7743」に変更された。

### 煙草銘柄・器具板
煙草の銘柄や喫煙具に関する話題を扱う板。嫌煙、禁煙、煙草に関する健康問題、煙草の批判はたばこ板で扱う。

### 刃物板
ナイフ、包丁、刀剣といった刃物に関する話題を扱う板。このうち、刃物に関する単発質問は刃物質問スレッド、板の設定に関する質問は自治スレッドを使うことになっている。正式名称は「刃物板＠2ch掲示板」。
板のローカルルールでは刃物を使用した武道関連の話題は武道板を使うよう誘導されている。

### お人形板
人形に関する話題を扱う板。
人形本体からメーカー、人形に関連するグッズまで、「お人形」に関連しうるものの話題であれば何でも取り扱うが、板内にはぬいぐるみ関連のスレッドも存在する。
扱っている内容から、おもちゃ板・模型板・手芸板と重複するスレッドも多く見られるが、適当に使い分けられている。
板の規制や即死判定が比較的ゆるいため、月に一度以下の書き込みしかないようなマイナーなスレッドも存在する。

### 園芸板
園芸に関する話題を扱う板。

### 犬猫大好き板
犬や猫に関する話題を扱う板。

### ペット大好き板
ペットに関する話題を扱う板。

#### 板の歴史
- 1999年5月30日 - ペット動物板新設
- 1999年12月11日 - 動物大好き板に改称
- 2000年2月 - ペット大好き板に改称

### アクアリウム板
魚類・貝類・甲殻類・軟体動物・珊瑚・水草など水中で飼育するペットに関する話題を扱う板。

### 生き物苦手板
動物が苦手な人、ペットが苦手な人、マナーの悪い飼い主が苦手な人が雑談や情報交換するための板。正式名称は「生き物苦手＠2ch掲示板」。愛称は「JIP」。ちなみに、デフォルト名無しの黒ムツさんとは、趣味として動物虐待を仄めかす「黒いムツゴロウ」の略称。
2010年代後半から動物虐待に関する投稿が相次いでいるとして、市民団体が生き物苦手板の閉鎖を求めてネット上で署名運動が起きたことがある。

#### 板の歴史
- 2000年2月8日 - jbbs.netサーバに新設。板名は「動物愛護論、ペット大嫌い」。
- 2000年4月15日 - サーバ移転。（jbbs.net→teri）
- 2000年6月22日 - サーバ移転。（teri→mentai）
- 2001年2月1日 - サーバ移転。（mentai→saki）
- 2001年10月26日 - サーバ移転。（saki→life）
- 2002年12月12日 - サーバ移転。（life→tmp）
- 2003年5月22日 - 「ペット大嫌い」から「ペット苦手」に板名改称。
- 2003年11月6日 - サーバ移転。（tmp→tmp2）
- 2004年5月15日 - サーバ移転。（tmp2→tmp3）
- 2004年7月3日 - サーバ移転。（tmp3→tmp4）
- 2004年9月29日 - 「ペット苦手」から「生き物苦手」に板名改称。
- 2005年4月25日 - サーバ移転。（tmp4→tmp5）
- 2006年2月1日 - サーバ移転。（tmp5→tmp6）
- 2007年12月3日 - サーバ移転。（tmp6→tmp7）
- 2013年10月下旬 - VIPとなんJによる大規模な荒らし行為が発生。
- 2015年1月5日 - VIPによる荒らし行為が過去最大になる。
- 2016年4月5日 - VIPとなんJによる荒らし行為によって、板は壊滅状態になる。

### バイク板
原動機付自転車から大型自動二輪にいたるまで、バイク一般に関する話題を扱う板である。
板での匿名である「774RR」は「ななし」+レーサーレプリカ風の型番になっている。
車両や用品のメーカー、車両・用品（ヘルメット、ジャケット、バイク用ETCなど）などのハードウェアに関する基本的な事からツーリングやオンロード、オフロードレースを中心に扱う。比較的年齢層が高い為に荒れることは少ない。他板と掛け持ちをしている住人が多いためか、雑談系スレッドの内容はバイクから宇宙や政治に至るまで多岐に渡る。2000年代のバイク板を代表するスレッドである「加速スレ」では車板からの参加者も多く、バイク以外でもスポーツカーや大型トレーラーやスーパーカー、果ては建設用重機や電車までが参加するなとの一大ブームを起こしたことがある。
2005年当時ロードレース世界選手権に参戦していた関口太郎選手を個人スポンサー名義（Team2ch）で現在もサポートしており、該当スレに本人が節目節目の挨拶を書き込む為に訪れている（2006年には同選手応援スレッド発祥の応援CDも発売された）。同選手応援スレッドに代表されるように、モータースポーツ板と重複するようなバイクレース系のスレッドもある。

### 車板
運転技法、カーナビ、車に関する文化や制度、車のメンテナンス、エンジン、トランスミッション、エンジンオイルなど車全般の話題を扱う板。正式名称は「自動車＠2ch掲示板」である。各車種・メーカーごとの話題は車種・メーカー板、レース関係の話題はF1・モータースポーツ板などで行うよう書いてあるが、実際はそれに従わないことも多い。雑誌Optionで有名であった警察の隠語（K察やオマーリさん）などをインターネット全域へ広めた功績を持つ。「神のGTO」などの著名なコピペが生まれた板でもある。
車板は、自動車系の板の中ではもっとも長く、活気がある板で、夕方から深夜にかけてはスレッドの流れも早い。バイク板同様、スレによっては頻繁にオフ会が開かれている。過去に首都高速で走行オフ会が行われた際、参加者が暴走したあげく、一般車両を巻き込んだ横転事故を引き起こしたことがある。

#### サーバーの移動
hobby2 → hobby4 → hobby6 → hobby7 → hobby9 → hobby10 → hobby11

### 軽自動車板
軽自動車に関する話題を扱う板。当時の管理人であるひろゆきが、愛車の軽自動車を差し押さえられたことに関連する「ネタ板」として2007年1月13日に開設され、軽自動車の車種別スレッドが車種・メーカー板から移動した（強制的に移転したものも含む）。当初の名無しの名前は「阻止押さえられちゃいました」だが、は開設経緯の名残である。2009年12月4日に現在の名無しに変更された。特にローカルルールは定められていない。

### 車種・メーカー板
車種や自動車メーカーに関する話題を扱う板。車板からの分割で設置された。一部の軽自動車の車種別スレッドも建てられている。正式名称は「車種・メーカー＠2ch掲示板」である。特にスポーツカーや高級車のスレッドは嫉妬等によるアンチが沸きやすく、多くのスレッドが強制IP表示で自衛をしている。

### 中古車板
中古車に関する話題を扱う板。話題は限られ、車種ごと、メーカーごとになると車種・メーカー板に行ってしまうため、流れは車板、車種板と比較しても穏やかである。
開設された当初の「名無し」は「名無しさん＠お腹いっぱい。」だったが、2005年1月22日から「名無しさん＠見た瞬間に即決した」に変更になった。これは車板に書き込まれた「神のGTO」というエピソードが元となっている。

### 大型・特殊車両板
大型車や特殊車両に関する話題を扱う板。

### 軍事板
軍事に関する話題を扱う板。軍事にまつわる様々な話題が行われており、その内容は陸海空の分野に日本の自衛隊や世界各国軍の話題、更に分けて戦略・戦術系、軍事技術系、兵器系、戦史・軍事技術史系、資料系等に分かれる。軍事と言う話題を包括的に扱うという性格上、他板との交流も深い。たとえば自衛隊板、日本史板、日本近代史板、世界史板、戦国時代板、歴史難民板、政治板、経済板、議員・選挙板、ハングル板、バイク板等多岐にわたる。雑談系の板で軍事関連のスレッドが立てられた際は、助け船の依頼を受けることも多い。
日本周辺で軍事に絡む事件事故、他国で戦争などが発生すれば板内が盛り上がるという性格がある。ただしこれに関しては軍事板の住人が騒いでいるのではなく、他板からの流入が一時的に増えるからであると推測される。

### 無線板
無線に関する話題を扱う板。

### 鉄道総合板
鉄道に関する話題を扱う板。正式名称は「鉄道総合＠2ch掲示板」である。同じ鉄道を扱った板である鉄道路線・車両板と並んでロゴバナーの変化が激しい。また鉄道関係の俗称が用語としてしばしば使われる。
当初から強制ID表示だったため鉄道路線・車両板に比べ治安はいい。ただし国鉄時代の組合活動を思わせるような過激な思想も目立つ。
デフォルト名無しの由来はゲーム「電車でGO!」から。かつては単に「鉄道板」であったが、鉄道路線・車両板開設に伴い改称された。

#### 板の歴史
- 1999年10月25日 「電車、鉄道板」として新設される。(2ch.net)
- 1999年12月8日 サーバー移転。(2ch.net→jbbs.net)
- 2000年4月4日 サーバー移転。(jbbs.net→www3)
- 2000年8月17日 サーバー移転。(www3→piza)
- 2001年7月26日 サーバー移転。(piza→piza2)
- 2001年12月29日 サーバー移転。(piza2→curry)
- 2002年4月17日 rail板が分割される。掲示板名を暫定的に「train」板と改称する。
- 2002年8月14日 掲示板名を「鉄道総合板」と改称する。
- 2002年9月27日 サーバー移転。(curry→hobby)
- 2003年5月1日 サーバー移転。(hobby→hobby3)
- 2003年7月7日 サーバー移転。(hobby3→bubble)
- 2003年7月23日 サーバー移転。(bubble→hobby3)
- 2004年5月10日 サーバー移転。(hobby3→hobby5)
- 2004年5月12日 サーバー移転。(hobby5→hobby6)
- 2004年12月8日 サーバー移転。(hobby6→hobby7)
- 2006年12月28日 サーバー移転。(hobby7→hobby9)
- 2007年10月7日 サーバー移転。(hobby9→hobby10)
- 2008年4月17日 サーバー移転。(hobby10→hobby11)
- 2008年9月9日 サーバー移転。(hobby11→gimpo)
- 2009年3月19日 サーバー移転。(gimpo→hideyoshi)
- 2010年7月29日 サーバー移転。(hideyoshi→toki)

### 鉄道路線・車両板
鉄道の路線や車両に関する話題を扱う板。
正式名称は「鉄道路線・車両板＠2ちゃんねる掲示板」。路車板とも呼ばれる。
板にはスレッドは路線ごとのスレ、駅ごとのスレ、車両や運用報告のスレなどがあるが、たまに地理お国自慢板さながらの地域間抗争になることがある。また、鉄道会社や路線、駅、車両等を批判するスレが立つこともある。
なお開設当初は任意ID表示であった（鉄道総合板は当初から強制ID表示）が、自作自演荒らしが横行したことから2003年頃から強制ID表示となっている。なお、識別子の導入は鉄道総合板より一年以上遅かった。デフォルト名無し名は「習志野電車区」のもじり。
また廃止前の最終列車運転時や路線の廃止日には多くの書き込みがされることがあり、実際寝台特急富士 (列車) はやぶさ (列車)などの最終列車運転時には運転中の18時間で10以上ものスレッドが立ち、一時人大杉（多すぎ）状態になるほどだった。

#### 板の歴史
- 2002年4月17日 暫定板名「rail」として鉄道総合板から分離される。(cocoa)
- 2002年8月14日 掲示板名を「鉄道路線・車両板」と改称する。
- 2002年12月4日 サーバー移転。(cocoa→hobby)
- 2003年5月1日 サーバー移転。(hobby→hobby3)
- 2003年7月7日 サーバー移転。(hobby3→bubble)
- 2003年7月23日 サーバー移転。(bubble→hobby3)
- 2004年5月10日 サーバー移転。(hobby3→hobby5)
- 2004年5月12日 サーバー移転。(hobby5→hobby6)
- 2004年12月8日 サーバー移転。(hobby6→hobby7)
- 2006年12月28日 サーバー移転。(hobby7→hobby9)
- 2007年10月8日 サーバー移転。(hobby9→hobby10)
- 2008年4月17日 サーバー移転。(hobby10→hobby11)
- 2008年9月9日 サーバー移転。(hobby11→gimpo)
- 2008年10月8日 サーバー移転。(gimpo→anchorage)
- 2010年7月31日 サーバー移転。(anchorage→toki)

### 鉄道懐かし板
鉄道関係の昔の事実や思い出を懐かしみながら書き込む板である。正式名称は「鉄道懐かし(仮)＠2ch掲示板」である。

#### 板の歴史
2008年8月31日 新設される。
2010年7月31日 schipholからyuzuruへサーバー移転。

### 鉄道（海外）板
日本以外の鉄道に関する話題を扱う板。正式名称は「鉄道(海外)(仮)＠2ch掲示板」である。
鉄道総合板と鉄道路線・車両板の書き込みが多く、鉄道系の板を増やそうという意図で鉄道模型板と同時に誕生した。鉄板住民からは事前に海外板を独立させるといった要望はなく、2ちゃんねる運営側の独断で出来上がった。
スレッドは世界各国の国別や有名路線別が多い。鉄道4板の中ではもっとも過疎板である。デフォルト名無しの由来はテレビ番組「世界の車窓から」より。フォルダ名の由来はドイツの高速列車「ICE」から。

#### 板の歴史
- 2007年2月9日 鉄道（海外）(仮)板として新設される。(hobby9)
- 2007年10月8日 サーバー移転。(hobby9→hobby10)
- 2008年4月17日 サーバー移転。(hobby10→hobby11)
- 2008年9月9日 サーバー移転。(hobby11→gimpo)
- 2010年8月1日 サーバー移転。(gimpo→toki)

### 鉄道模型板
鉄道模型に関する話題を扱う板。正式名称は「鉄道模型(仮)＠2ch掲示板」である。
元々鉄道模型の話題は鉄道総合板と模型板に分かれて存在していた。鉄道総合板と鉄道路線・車両板の書き込みが多く、鉄道系の板を増やそうという意図で鉄道(海外)板と同時に誕生した。当初は鉄総板からも模型板からもスレ移転はなかったが、1ヶ月程して模型板からスレッドタイトルに鉄道の入ったスレのみ移転された。
スレッドは色々な鉄道模型メーカーの個別スレや「○○線を模型で楽しむ」といった路線別のスレ、模型店個別スレなどが多い。高額な購入費用を愚痴るスレも存在する。
フォルダ名の由来はNゲージ、HOゲージ等の「ゲージ」からであるが、本来「gauge」となるべきところをミスして「gage」となった。

#### 板の歴史
- 2007年2月9日 鉄道模型板として新設される。(hobby9)
- 2007年3月21日 模型板より一部のスレが移転してくる。
- 2007年10月8日 サーバー移転。(hobby9→hobby10)
- 2008年4月17日 サーバー移転。(hobby10→hobby11)
- 2008年9月9日 サーバー移転。(hobby11→gimpo)
- 2010年8月1日 サーバー移転。(gimpo→toki)

### バス・バス路線板
バスやバスの路線に関する話題を扱う板。運輸・交通板から分割して設立された。正式名称は「バス・バス路線＠2ch掲示板」である。

#### 板の歴史
- 2004年08月25日 - バス・バス路線板として新設される。
- 2006年12月28日 - hobby9サーバーに移転。
- 2007年10月08日 - hobby10サーバーに移転。
- 2008年04月17日 - hobby11サーバーに移転。
- 2008年08月23日 - namidameサーバーに移転。
- 2010年07月31日 - yuzuruサーバーに移転。
- 2011年12月13日 - engawaサーバーに移転。
- 2014年03月01日 - maguroサーバーに移転。

### エアライン板
民間航空に関する話題を扱う板。
航空関連の板としては設立前に航空・船舶板が存在していたが、学問・理系カテゴリに属していたため、航空・船舶板の住人が趣味的に航空機や船舶を愛好するユーザーを移住させるために趣味カテゴリへ航空の専用板を建てるよう管理側に陳情した結果、2005年11月に｢エアライン板｣として希望どおり趣味カテゴリに開設された。

### 模型・プラモ板
ガンプラ、スケールモデルなどのプラモデルを始めとする模型に関する話題を扱う板。正式名称は「模型＠2ch掲示板」である。

#### 板の歴史
以下は某ソレさんの休憩所内より。
- 2000年1月11日 - 新設(jbbs.net)。
- 2000年4月15日 - teriサーバーに移転
- 2000年6月22日 - mentaiサーバーに移転
- 2001年5月14日 - saladサーバーに移転
- 2002年1月3日 - caramelサーバーに移転
- 2002年7月15日 - chocoサーバーに移転
- 2002年9月25日 - hobbyサーバーに移転
- 2004年5月9日 - hobby5サーバーに移転
- 2005年6月24日 - hobby8サーバーに移転
- 2007年1月11日 - hobby9サーバーに移転
- 2007年2月9日 - 鉄道模型板を分離。
- 2007年10月8日 - hobby10サーバーに移転
- 2008年4月17日 - hobby11サーバーに移転
- 2008年9月9日 - gimpoサーバーに移転
- 2010年8月1日 - tokiサーバーに移転

### RC（ラジコン）板
ラジコンに関する話題を扱う板。

### サバゲー板
サバイバルゲームに関する話題を扱う板。

### 花火板
花火に関する話題を扱う板。正式名称は「花火＠2ch掲示板」。全国の花火大会情報、家庭用花火（打ち上げ花火、手持ち花火、ドラゴン等の吹き出し花火、ヘビ玉および爆竹ほか）の話題のほか、ネタスレが多数立てられている。
書き込みは花火大会のある7月と8月に集中し、それ以外は過疎板となっている。

### 三国志・戦国板
三国志と戦国時代に関する話題を扱う板。正式名称は「戦国英雄ネタ・三国志、戦国時代」である。
スレッドの種類は議論スレ、ネタスレ、なりきりスレ、ゲームスレ、小説・漫画スレなど多岐に渡る。
2ちゃんねるのスレッドでは、レスが1000を超えるとこれ以上書き込むことが出来ないことを示す自動書き込みが1001レス目に行われるが、三国志・戦国板の場合、二階堂盛義と隈部親永が『なんと1000を超えたと申すか』『新しいスレッドを立てねばいかんのう』と会話しながら笑っているAAが使われている。なお、そのAAはアダルト漫画である奪!童貞。に登場する場面をAA化したものを改変したものである。

#### 板の歴史
- 2000年12月30日 新設される（saladサーバー）
- 2001年12月24日 サーバー移転（salad→curry）
- 2002年9月27日 サーバー移転（curry→hobby）
- 2004年5月9日 サーバー移転（hobby→hobby5）
- 2005年6月24日 サーバー移転（hobby5→hobby8）
- 2006年6月11日 戦国時代板が新設される。
- 2006年10月24日 三国志以外の中国史の話題、水滸伝等の中国文学を取り扱うための中国英雄板が新設される。
- 2007年1月10日 サーバー移転（hobby8→hobby9）
- 2007年2月9日 サーバー移転（hobby9→ex21）、懲罰サーバー送り。
- 2008年5月2日 サーバー移転（ex21→ex24）
- 2009年8月5日 サーバー移転（ex24→yutori7）
- 2010年8月1日 サーバー移転(yutori7→yuzuru)
- 2011年12月12日 サーバー移転(yuzuru→engawa)

### 中国英雄板
中国英雄板は中国及び関連する周辺地域における歴史や古典文学、武侠小説等に登場する英雄に関する話題を扱う板。史学から娯楽までを広範に扱う。三国志・戦国板から分離した掲示板。

### 戦国時代板
日本の歴史のうち戦国時代全般の話題を扱う板。軍記ものを信じて偏った歴史観を語ったり、史料を使わず実の無い議論をしたりと、レベルは低い。ちなみに信長の野望などに関しては歴史ゲーム板を、ネットゲームに特化した話題に関してはカテゴリ「ネットゲーム」の各板を利用する。

### 歴史難民板
他の歴史関連板で板違いになる話題を扱う板。

### ダンス板
ダンスに関する話題を扱う板。

### 野鳥観察板
野鳥観察に関する話題を扱う板。

### コレクション板
コレクションに関する話題を扱う板。

### 写真撮影板
メカニカルなこと以外の写真に関する話題を扱う板。正式名称は「写真撮影(仮)＠2ch掲示板」である。
カメラ、デジカメ各板と違いカメラの性能だけの話はできない、文字通り写真だけを語る板。撮影会に関するスレッドが多いが、撮った写真を評価する、見せ合うスレッドや、鉄道、たてもの、スポーツなど特定のジャンルに特化したスレもある。